# Armenteule
Armenteule ist eine Commune déléguée in der französischen Gemeinde Loudenvielle mit 60 Einwohnern (Stand 1. Januar 2022) im Département Hautes-Pyrénées in der Region Okzitanien (zuvor Midi-Pyrénées).
Die Gemeinde Armenteule wurde am 1. Januar 2016 nach Loudenvielle eingemeindet. Sie gehörte zum Arrondissement Bagnères-de-Bigorre und zum Kanton Neste, Aure et Louron.

## Geographie
Armenteule liegt in der historischen Provinz Bigorre in der Landschaft Pays d’Aure.
Nachbargemeinden waren Estarvielle im Norden, Loudervielle im Südosten, Génos im Südwesten, sowie Adervielle-Pouchergues im Westen.
Der Großteil der Commune déléguée stellt überwiegend unwegsames Bergland in Höhenlagen und Wald bis an die 2000 Meter dar.

## Bevölkerungsentwicklung
| Jahr      | 1962 | 1968 | 1975 | 1982 | 1990 | 1999 | 2006 | 2010 |
| Einwohner | 27   | 29   | 36   | 32   | 31   | 29   | 63   | 60   |

## Wappen
Das Wappen zeigt zwei silberne Gänse auf Azurblauem Grund. Darüber befindet sich ein silberner Stern. Die Gänse wandern auf einer grünen Terrasse. Die Umrandung des Wappens ist ebenfalls grün, mit acht goldenen Sternen.

## Sehenswürdigkeiten
Armenteule verfügt über mehrere Kulturdenkmäler, die als Monument historique eingestuft sind.
- Eglise Saint-Felix (deutsch: Kirche St. Felix): romanische Pfarrkirche aus dem 12. Jahrhundert mit Fresken aus dem 16. Jahrhundert